# Бетт, Балдур
Балдур Бетт (исл. Baldur Bett; род. 12 апреля 1980, Рейкьявик) — исландский футболист, полузащитник.

## Карьера
Балдур Бетт начинал карьеру футболиста в Шотландии. В 1998 году он привлекался к играм юношеской сборной Исландии. С 1998 по 2000 годы Бетт был игроком клуба «Абердин» из шотландской Премьер-лиги, но сыграл за команду только два матча в чемпионате. В 2000 году исландец перешёл в «Питерхед», выступавший в низших дивизионах страны. После одного сезона футболист перебрался на родину, где подписал контракт с клубом «Хабнарфьордюр». Выступая за эту команду с 2001 по 2006 годы, Балдур трижды (в 2004, 2005 и 2006) выигрывал чемпионат Исландии и два раза становился обладателем Суперкубка страны (2004, 2006).
В 2007 году Бетт перешёл в другой исландский клуб — «Валюр». Здесь футболист провёл три сезона, в 2007 году вместе с командой одержал победу в чемпионате, а в 2008 году взял два трофея — Суперкубок и Кубок Исландии по футболу. В ноябре 2009 года исландец подписал контракт с «Филькиром»

## Семья
Балдур является сыном шотландского футболиста и игрока национальной сборной Джима Бетта. Также у него есть брат — Калум Бетт, который тоже профессионально занимается футболом.